# Stefan Kreiner
Stefan Kreiner (Feldkirch, 30 de octubre de 1973) es un deportista austríaco que compitió en esquí en la modalidad de combinada nórdica.
Participó en los Juegos Olímpicos de Albertville 1992, obteniendo una medalla de bronce en la prueba por equipo (junto con Klaus Ofner y Klaus Sulzenbacher).

## Palmarés internacional
| Juegos Olímpicos | Juegos Olímpicos      | Juegos Olímpicos  | Juegos Olímpicos          |
| Año              | Lugar                 | Medalla           | Prueba                    |
| ---------------- | --------------------- | ----------------- | ------------------------- |
| 1992             | Albertville (Francia) | Medalla de bronce | TN + 3 × 10 km por equipo |